# دلهي كابيتالز
دلهي كابيتالز هو فريق كريكت من مدينة دلهي ، الهند. تأسس عام 2008 ويشارك في الدوري الهندي الممتاز.

## روابط خارجية
- الموقع الرسمي
.